# Красовский, Александр Аполлинариевич
Александр Аполлинариевич Красовский (1865 — после 1929) — командующий 8-й кавалерийской дивизией, генерал-майор.

## Биография
Православный. Сын тайного советника Аполлинария Каэтановича Красовского.
Образование получил в Александровском лицее, по окончании которого с золотой медалью в 1887 году поступил на военную службу.
В 1888 году выдержал офицерский экзамен при 2-м военном Константиновском училище и был произведен корнетом в лейб-гвардии Конный полк. Произведен в поручики 28 марта 1893 года, в штабс-ротмистры — 6 декабря 1897 года. Был командиром эскадрона. Произведен в ротмистры 1 апреля 1901 года, в полковники — 28 марта 1904 года на вакансию. 17 апреля 1908 года назначен командиром 4-го гусарского Мариупольского полка.
30 августа 1912 года произведен в генерал-майоры «за отличие по службе», с назначением командиром 1-й бригады 8-й кавалерийской дивизии, с которой и вступил в Первую мировую войну. 10 ноября 1915 года назначен командиром 1-й бригады 13-й кавалерийской дивизии. 2 января 1916 года назначен командующим 8-й кавалерийской дивизией, в каковой должности состоял до 16 апреля 1917 года. Уволен от службы по прошению 24 мая 1917 года.
В 1925 году был арестован по «делу лицеистов», затем освобожден. В эмиграции в Египте. Умер после 1929 года.

## Награды
- Орден Святого Станислава 2-й ст. (1903)
- Орден Святой Анны 2-й ст. (1906)
- Орден Святого Владимира 3-й ст. (1913)
- Орден Святого Станислава 1-й ст. с мечами (ВП 23.11.1914)
- Орден Святой Анны 1-й ст. с мечами (ВП 28.01.1915)
- Орден Святого Владимира 2-й ст. с мечами (ВП 17.02.1915)